# الحمادي (بعدان)

تعديل مصدري - تعديل

الحمادي هي إحدى قرى عزلة المنار بمديرية بعدان التابعة لمحافظة إب، بلغ تعداد سكانها 1228 نسمة حسب تعداد اليمن لعام 2004.